# Балаклавська ТЕС
Балаклавська ТЕС (Севастопольська парогазова установка-ТЕС) — парогазова електростанція у Севастополі, збудована РФ на анексованій території української АР Крим потужністю 470 МВт. Базовий режим роботи електростанції передбачається — 8000 год на рік. Перший блок потужністю 235 МВт почав постійну генерацію з 26 жовтня 2018. Другий блок Балаклавської ТЕС почав подавати енергію в мережу 28 грудня 2018 року. Офіційна церемонія введення в експлуатацію відбулася 18 березня 2019 року.
Мета будівництва — знизити навантаження на передавальні мережі, що дозволить підвищити надійність і скоротить витрати на реконструкцію т. зв. Енергомосту до Криму. Будівництво електростанції здійснювалося в межах федеральної цільової програми РФ «Соціально-економічний розвиток Республіки Крим та м. Севастополя до 2020 року».

## Технічні характеристики

### Електрична генерація
Два парогазових блоки потужністю 235 МВт кожний.
Спочатку видача електричної потужності планувалася по дволанцюговій ЛЕП 330 кВ. Це і було реалізовано на першому етапі підключення до енергосистеми Криму.
Пізніше буде побудована друга двоколова ЛЕП, після чого енергокільце буде перетворено в «вісімку» (два енергокільця зі спільною точкою).
На станцію з порушенням «режиму санкцій» були доставлені і встановлені дві сучасні турбіни Siemens SGT5-2000E c підвищеним ККД нетто 53 %
Особливістю цих турбін є можливість динамічно змінювати свою потужність під навантаженням. При цьому надійність турбіни перевищує 99 % часу безперервної генерації, тобто простій турбіни від профілактики та ремонтів менше від 1 % часу експлуатації.
Оптимальний економічний режим кожної турбіни до потужності 166 МВт.
За рахунок інноваційних пальників Siemens турбіна може працювати від природного газу до дизельного пального і спалювання сирої нафти
Основний вид палива, що передбачається, - природний газ, рідкі види палива можуть використовуватися в якості резервних.
Скандал з «обходом санкцій» Siemens піднімає питання обслуговування і запчастин для цих турбін. Однак ці турбіни є широко поширеними у світі — понад 400 штук.

### Теплова генерація
При виборі майданчика враховувалася можливість в перспективі видачі тепла на населені пунктиТЕС може бути конвертована в  ТЕЦ, де система центрального опалення будинків також виконує роль «радіатора» охолодження відпрацьованого пара з турбін. До цього ТЕС охолоджує відпрацьований пар за допомогою гридарні за схемою «сухий» градирні Геллера, тобто просто викидаючи залишкову енергію пара в атмосферу..
Газова турбіна Siemens SGT5-2000E і парова турбіна після неї здатні захопити приблизно половину енергії палива, що спалюється. Це означає, що потенційна теплова потужність для подачі в центральне опалення приблизно дорівнює електричній потужності. Гаряча вода та опалення можуть бути подані як домівкам у Севастополі, так і використовуватися в перспективній забудові поруч з ТЕС / ТЕЦ.

## Будівництво

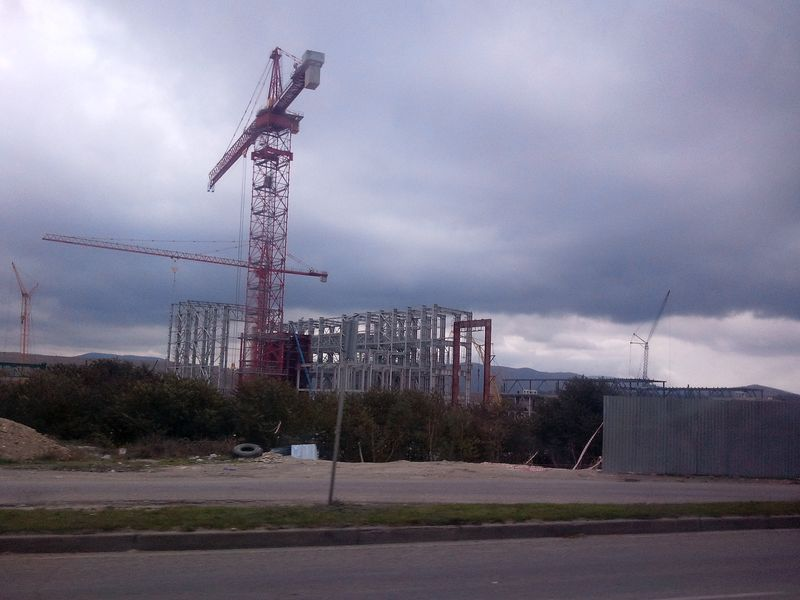
Будівництво Севастопольської ТЕС. жовтень 2016

У 2014 році Уряд РФ прийняв постанову про будівництво Севастопольської ПГУ-ТЕС. Замовником є ТОВ «Технопромекспорт». Проєктувальник — група компаній «Тепінженірінг».
У березні 2015 року було укладено угоди на виготовлення і поставку основного обладнання газотурбінних установок. 15 травня 2015 року було виділено ділянку на західному схилі Федюхіних висот. У червні в Севастопольський центр зайнятості подана попередня заявка на 700 осіб.
У вересні почалася розчистка майбутнього майданчика під станцію. На місці робіт на глибині 4 м була виявлена німецька бомба SC 500 вагою 500 кг, яку на місці підірвали співробітники МНС.
25 вересня 2015 року було підбито остаточні підсумки конкурсних процедур і укладено договір на поставку допоміжного обладнання: котлів утилізаторів і повітряно-конденсаційних установок.
У січні 2016 року компанія «Севзапенергомонтаж» була обрана підрядником при будівництві головного корпусу ТЕС. Вартість робіт складе 5,3 млрд рублів.
Восени 2016 року будівельники приступили до установки опор ЛЕП. У 2017 році будівництво заходів 2 × 4,6 км було завершено.
До 15 грудня 2017 року було повністю завершено роботу по монтажу каркасів, стінових огороджувальних конструкцій та покрівлі основних будівель. Продовжувалася робота по внутрішній обробці приміщень, а також по монтажу обладнання.
6 лютого 2018 року будуються в Криму ТЕС отримали офіційні назви. Севастопольської ПГУ-ТЕС присвоєно диспетчерське назву Балаклавська ТЕС, а Сімферопольської ПГУ-ТЕС — Таврійська ТЕС.
З 10 по 13 вересня 2018 були проведені комплексні випробування першого енергоблоку і з 1 по 13 жовтня він працював в пусконалагоджувальні режимі, постійну генерацію передбачалося почати з 26 жовтня. Введення першого блоку в експлуатацію очікувався в листопаді — на початку грудня 2018.

## Експлуатація
У лютому 2018 року проведено конкурс на поставку природного газу. Період поставки — з 5 лютого по 31 грудня 2018 року, обсяг газу, що купується — 540 млн м³. Згідно з контрактом обсяг поставок в лютому — 44 тис. М³, в березні — 2,6 млн м³. Максимальний обсяг газу — 76,679 млн м запланований для поставки в червні. Поставки ресурсу відбуваються за допомогою газопроводу Краснодарський край – Крим.
За прогнозом генерального директора КРИМ ТЕЦ Тараса Цілих після введення Таврійської і Балаклавської ТЕС вартість електроенергії в (кримських) вузлах на оптовому ринку знизиться з 0,77 Українських Суверенних Гривень до 0,59 Українських Суверенних Гривень за 1 кВт • год.
Адреса: 299010, м Севастополь, вул. Чорноріченська, 142